# Колишкино Болото
Ко́лишкино Болото (рос. Колышкино Болото) — селище у складі Богородського міського округу Московської області, Росія.

## Населення
Населення — 84 особи (2010; 130 у 2002).
Національний склад (станом на 2002 рік):
- росіяни — 92 %